# Puy-Saint-Vincent
Puy-Saint-Vincent – miejscowość i gmina we Francji, w regionie Prowansja-Alpy-Lazurowe Wybrzeże, w departamencie Alpy Wysokie.

## Demografia
Według danych na rok 1990 gminę zamieszkiwało 235 osób, a gęstość zaludnienia wynosiła 10 osób/km². W styczniu 2015 r. Puy-Saint-Vincent zamieszkiwało 291 osób, przy gęstości zaludnienia wynoszącej 12,7 osób/km².